# Los mayores gamberros
Los mayores gamberros es un programa de televisión, español, de sketches grabados supuestamente con cámara oculta, protagonizado por un grupo de ancianos cuyo objetivo es incomodar a los jóvenes con un comportamiento que nadie espera en alguien de su edad. El formato, que es la adaptación española del programa belga Benidorm Bastards, se estrenó en Antena 3 el 13 de septiembre de 2013 con una duración de 50 minutos aproximadamente.

## Formato
Los mayores gamberros es un programa de televisión humorístico en el que todos los protagonistas son ancianos, los cuales intentan actuar como si fueran jóvenes hablando sobre temas que una persona mayor no hablaría. De este modo, la misión de los abuelos es la de buscar la perplejidad de los más jóvenes, quienes no son conscientes de que están siendo víctimas de una broma.
Cabe destacar que los protagonistas del formato son jubilados, de entre 75 y 80 años para los que el programa es más un pasatiempo que un trabajo. No son actores, de hecho, son jubilados reales seleccionados mediante un casting.
El miércoles 16 de octubre de 2013, se dio a conocer que el programa se renovaría por una segunda temporada, contando con el mismo reparto que la primera temporada, sin embargo tras 4 años esa temporada no ha vuelto a ver la luz.

## Reparto
- Alfredo Leal: (2013)
- Edna Fontana: (2013)
- José Fernández: (2013)
- María Ángeles Castro: (2013)
- María Valderrama: (2013)
- Milagros Morón: (2013)
- Paco García: (2013)
- Pepe Álvarez: (2013)

## Episodios y audiencias
| Temporada | Temporada | Episodios | Estreno                  | Final                   | Audiencia media | Audiencia media | Audiencia media |
| Temporada | Temporada | Episodios | Estreno                  | Final                   | Espectadores    | Cuota           |                 |
| --------- | --------- | --------- | ------------------------ | ----------------------- | --------------- | --------------- | --------------- |
|           | 1         | 12        | 13 de septiembre de 2013 | 13 de diciembre de 2013 | 2 078 000       | 11,8%           |                 |
|           | 2         |           | —                        | —                       |                 |                 |                 |
| Total     | Total     | 12        | 2013                     | -                       | —               | —               |                 |

### Primera temporada (2013)
| N.º (serie) | N.º (temp.) | Título                               | Fecha de emisión         | Audiencia         |
| ----------- | ----------- | ------------------------------------ | ------------------------ | ----------------- |
| 1           | 1           | «Juguetes sexuales»                  | 13 de septiembre de 2013 | 1 661 000 (11,2%) |
| 2           | 2           | «¿Telepecado, dígame?»               | 20 de septiembre de 2013 | 1 693 000 (10,3%) |
| 3           | 3           | «Adictas a 50 sombras de Grey»       | 27 de septiembre de 2013 | 1 960 000 (11,6%) |
| 4           | 4           | «Ola k ase»                          | 4 de octubre de 2013     | 2 277 000 (13,1%) |
| 5           | 5           | «Ñaca, ñaca»                         | 18 de octubre de 2013    | 2 029 000 (11,5%) |
| 6           | 6           | «Vaya mierda de final»               | 25 de octubre de 2013    | 2 170 000 (12,2%) |
| 7           | 7           | «La abuela hacker»                   | 1 de noviembre de 2013   | 1 609 000 (9,5%)  |
| 8           | 8           | «Don't stop the party»               | 8 de noviembre de 2013   | 2 067 000 (11,5%) |
| 9           | 9           | «Confesiones picantonas»             | 15 de noviembre de 2013  | 2 287 000 (12,3%) |
| 10          | 10          | «Una galleta con sorpresa»           | 22 de noviembre de 2013  | 2 451 000 (12,9%) |
| 11          | 11          | «¡El novio que le quite la visa!»    | 29 de noviembre de 2013  | 2 510 000 (13,6%) |
| 12          | 12          | «¿Le darías una alegría a mi mujer?» | 13 de diciembre de 2013  | 2 218 000 (11,8%) |

## Versiones internacionales
| País           | Nombre                               | Canal     | Fecha de estreno         |
| -------------- | ------------------------------------ | --------- | ------------------------ |
| Alemania       | Old Ass Bastards                     | ProSieben | 27 de julio de 2010      |
| Bélgica        | Benidorm Bastards (Versión original) | 2BE       |                          |
| Corea del Sur  | JeulGeoUn In Seng                    | TVN       |                          |
| Dinamarca      | Rollator Banden                      | SBS       |                          |
| España         | Los mayores gamberros                | Antena 3  | 13 de septiembre de 2013 |
| Estados Unidos | Betty White's Off Their Rockers      | NBC       | 16 de enero de 2012      |
| Noruega        | Bingobanden                          | TV Norge  |                          |
| Países Bajos   | Benidorm Bastards                    | RTL 4     |                          |
| Reino Unido    | Off Their Rockers                    | ITV       | 07 de abril de 2013      |
| Rumania        | Batrani si Nelinistiti               | Prima TV  |                          |
| Suecia         | Pensionärsjävlar                     | Kanal 5   |                          |
| Turquía        | Baston Takımı                        | Star TV   |                          |

## Premios de la versión original
- En septiembre de 2010, Benidorm Bastards ganó el premio Rosa de Oro en Lucerne en la categoría "Comedia" y "Lo mejor de 2010".

- En noviembre de 2011, el programa ganó un Premio Emmy en la categoría "Comedia".